# 음력 4월 14일
음력 4월 14일은 음력 4월의 14번째 날이다.

## 사건
- 1871년 - 미국의 조선 침략으로 신미양요가 발생하다.
- 2002년 - 중화항공 611편 추락 사고 발생으로 탑승객 225명 전원 사망.

## 문화
- 1969년 - 천주교 안동교구 설립.

## 탄생
- 1976년 - 대한민국의 배우 오지호.

## 같이 보기
- 음력 360일: 1월 2월 3월 4월 5월 6월 7월 8월 9월 10월 11월 12월
- 전날:4월 13일 다음날:4월 15일 - 전달:3월 14일 다음달:5월 14일
- 양력:4월 14일
- 음력, 윤달